# Vermont (Band)
Vermont war eine US-amerikanische Emo-Band aus Milwaukee, Wisconsin.

## Bandgeschichte
Vermont wurde 1998 von Davey von Bohlen und Dan Didier gegründet, die beide bis dahin schon gemeinsam bei The Promise Ring gespielt hatten und nun ein neues, weniger Emo-lastiges Projekt starten wollten. Chris Roseneau von Pele vervollständigte später das Trio.
Von 1998 bis 2002 veröffentlichte Vermont eine Split-Single mit Ida, eine Split-LP mit Centro-matic und zwei weitere Alben bei Kindercore Records und unter Lizenz bei Polyvinyl Records. Daneben lieferte die Band einige Kompilationsbeiträge und spielte 2001 mit Mark Mallman einen Longplayer ein. Im Frühjahr 2002 erschien mit dem Album Calling Albany die letzte Veröffentlichung von Vermont. Im selben Jahr brachten von Bohlen und Didier dann wieder ein Album mit ihrer alten Band The Promise Ring heraus, die Ende 2002 aber endgültig aufgelöst wurde. Von Bohlen und Didier gründeten später ihre aktuelle Band Maritime, die ihren musikalischen Ursprung im Sound von Vermont findet.

## Diskografie

### Alben
- 2002: Calling Albany (Kindercore/Polyvinyl)
- 1999: Living Together (Kindercore/Polyvinyl)

### Singles
- 1998: Ida/Vermont Split (IHQ)

### Kollaborationen
- 2001: Vermont + Centro-matic = Opportunity (Quality Park)
- 2001: Mark Mallman And Vermont (Guilt Ridden Pop)

### Kompilationsbeiträge
- 2005: Give'm A Chance - A Tribute To John Lennon
- 2000: The Bells Of Saint Alcohol − Kindercore 50 Compilation (Kindercore)
- 1999: Santa Claws – Christmas Two Compilation (Kindercore)